# Woodie
Ryan Mitchell Wood (20 de novembro de 1975 - 7 de março de 2007), mais conhecido pelo seu nome artístico Woodie, foi um rapper estadunidense. Durante a sua carreira, lançou quatro álbuns de estúdio. Foi encontrado morto em 2007 com suspeitas de suicídio.

## Discografia

### Álbuns solo
- 1998: Yoc Influenced
- 2001: Demonz n My Sleep
- 2002: Life Storiez Vol. 1
- 2004: Demonz n My Sleep Remastered

### Álbuns colaborativos
- 1999: Northern Expozure Vol. 1
- 2001: Northern Expozure Vol. 2
- 2002: Northern Expozure Vol. 4
- 2004: Northern Expozure Vol. 5
- 2005: Northern Expozure Vol. 6
- 2006: Northern Expozure Vol. 7
- 2005: Woodie & A-Wax – 2 Sides of the Game
- 2007: Woodie, Never, & Lil Corner – Pistoleros